# Biblioteca Jaume Fuster
La biblioteca Jaume Fuster és una biblioteca pública municipal situada a la plaça de Lesseps de Barcelona. És la biblioteca central del districte de Gràcia, juntament amb la Biblioteca Vila de Gràcia i la Biblioteca de Vallcarca i els Penitents - Maria Antonieta Cot. Es va inaugurar el 13 de novembre de 2003 i forma part de la Xarxa de Biblioteques Municipals. Porta el nom de l'escriptor barceloní Jaume Fuster. Acull a la segona planta l'Arxiu Municipal del Districte de Gràcia.
La biblioteca va heretar part del seu fons de l'antiga biblioteca Antoni Julià de Capmany, situada des de l'any 1970 al carrer del Torrent de l'Olla i molt vinculada al barri de Gràcia. Està especialitzada en la Cultura Juvenil i els Viatges. Disposa d'un auditori i una sala d'exposicions on s'hi efectuen exposicions temporals relacionades amb aquesta especialització. El 2025 va guanyar el premi Liber a la millor iniciativa de foment de la lectura en biblioteques obertes al públic.

## Arquitectura

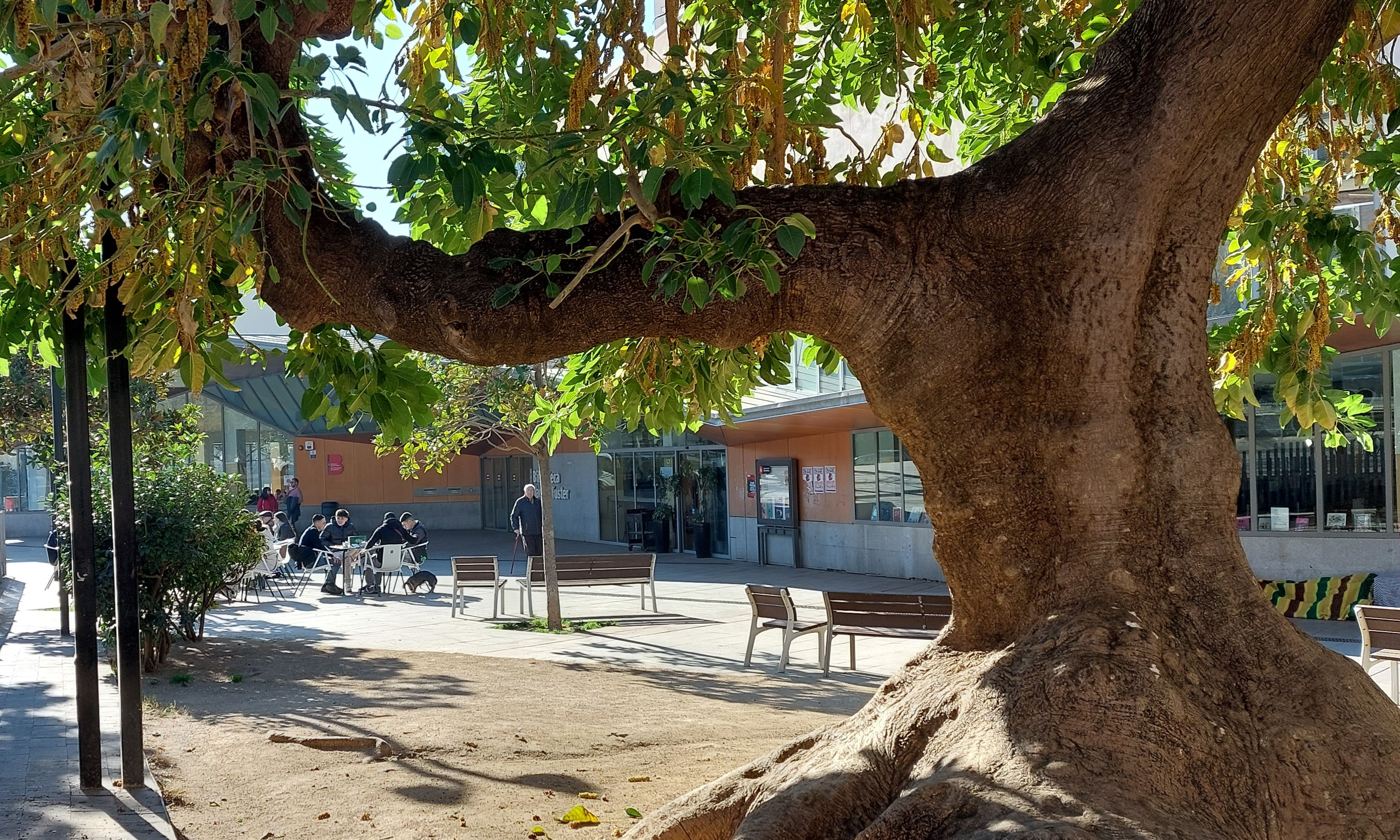
Els jardins davant de la biblioteca

Està construïda a l'illa de cases que formen la plaça de Lesseps, el carrer Riera de Vallcarca i l'avinguda de Vallcarca, que havia estat ocupada per les cotxeres i tallers de la línia 3 del Metro de Barcelona, quan tenia el final en aquesta plaça.
Obra dels arquitectes Josep Antoni Llinàs i Carmona i Joan Vera i Garcia, l'edifici té una geometria romboïdal que intenta fondre el volum propi amb els edificis posteriors de grans dimensions amb accés a l'avinguda de la República Argentina, i la gran superfície oberta que representa la plaça de Lesseps. Està conformat per quatre plantes, amb un total de 5.026 m², amb una coberta metàl·lica amb un conjunt de plans inclinats a similitud de les muntanyes properes, i amb una marquesina que fa de frontera entre l'edifici i la plaça. El 2006 va guanyar el premi FAD.